# Liste der Pariser Museen

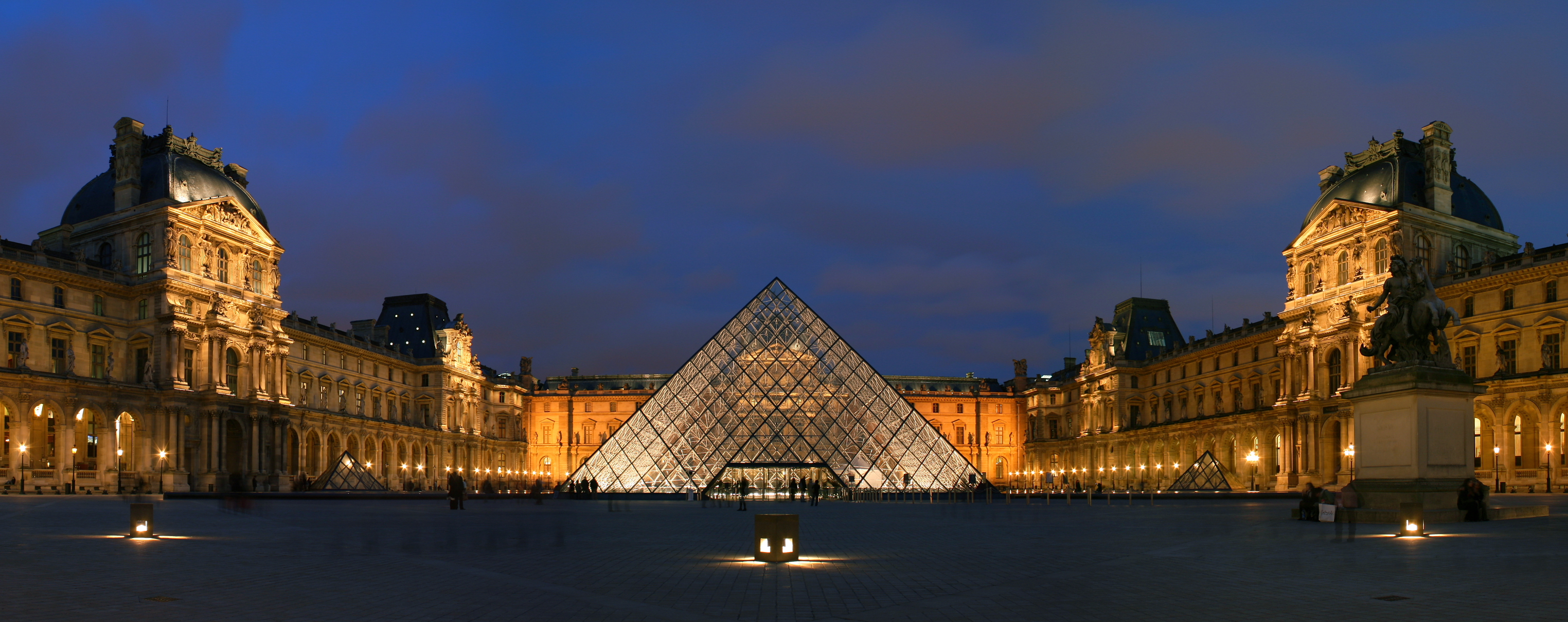
Hof des Louvre mit Glaspyramide von I M Pei

Die Museen in Paris können außer in fachliche auch in drei Kategorien nach den jeweiligen Trägern eingeteilt werden
- Die staatlichen nationalen Museen (N)
- Die Museen der Stadt Paris (SP)
- Die privaten Museen (P)

## A
- L'Adresse, Musée de La Poste (N; gegr. 1946)
- Musée Adzak (P)
- Musée de l’air et de l’espace bzw. Musée national de l’Air et de l’Espace (Luft- und Raumfahrtmuseum; Flughafen Le Bourget)
- Musée d’Anatomie Delmas-Orfila-Rouviere
- Musée des Monuments français, Teil der Cité de l’architecture et du patrimoine (Zentrum für französische Baukunst; N) im Palais de Chaillot
- Petit Musée de l’Argenterie
- L’Argonaute (Submarine)
- Musée de l’Armée
- Musée Arménien de France
- Musée d’Art Juif
- Musée d’art moderne de la Ville de Paris (SP; früher im Petit Palais)
- Musée national d’art moderne im Centre Georges-Pompidou (N)
- Musée d’Art Naïf – Max Fourny (Halle Saint Pierre, Montmartre)
- Musée national des Arts asiatiques-Guimet (N)
- Musée national des Arts d’Afrique et d’Océanie (N)
- Musée des Arts de la Mode et du Textile
- Musée des Arts décoratifs (Paris)
- Musée des Arts Forains – Collection Jean-Paul Favand
- Musée des arts et métiers
- Musée national des Arts et Traditions populaires (2005 geschlossen, Bestand ging an das 2013 eröffnete Musée des civilisations de l’Europe et de la Méditerranée in Marseille über)
- Musée de l’Assistance Publique-Hopitaux de Paris (5. Arr.; Geschichte der P. Krankenhäuser, d. Gesundheitswesens)

## B
- Maison de Balzac – (SP)
- Musée Baccarat
- Musée Bible et Terre Sainte des Institut Catholique de Paris
- Musée Boleslas Biegas
- Musée Bouchard
- Musée Bouilhet-Christofle
- Musée Bourdelle – (SP)
- Musée des Beaux-Arts de la ville de Paris (SP; im Petit Palais)
- Musée Edouard Branly

## C
- Musée Nissim de Camondo
- Musée Carnavalet – (SP)
- Fondation Cartier pour l’art contemporain
- Catacombes de Paris – (SP)
- Musée Cernuschi – (SP; Museum für ostasiatische Kunst)
- Musée de la Chasse et de la Nature
- Musée du Cinema – Henri Langlois
- Cité des sciences et de l’industrie
- Cité nationale de l’histoire de l’immigration
- Musée Georges Clemenceau
- Musée Cognacq-Jay – (SP)
- Musée – Librairie du Compagnonnage
- Musée de la Contrefaçon
- Fondation Le Corbusier
- Musée de la Curiosité et de la Magie

## D
- Musée Dapper (P)
- Palais de la découverte
- Musée national Eugène Delacroix (N)
- Fondation Dosne-Thiers
- Musée Dupuytren (P; erinnert an den Mediziner und Chirurgen Guillaume D.(1777–1835) )

## E
- M. d. Ehrenlegion siehe unter Légion d'Honneur et des Ordres de Chevalerie
- Musée d’Ennery
- Musée-Placard d’Erik Satie
- Musée de l’érotisme
- Espace Dalí mit dem Dalí Universe
- Musée de l’Eventail

## F
- Musée Pierre Fauchard
- Musée de la Parfumerie Fragonard
- Musée du Fromage, Rue Saint-Louis 39, auf der Seine-Insel Île Saint-Louis

## G
- Salle des Traditions de la Garde républicaine (N)
- Gobelin-Manufaktur (N)
- Musée du Grand Orient de France de de la Franc-Maconnerie Européenne
- Galeries nationales du Grand Palais (N; u. a. Palais de la Découverte – Wissenschaftsmuseum)
- Musée Grévin (Wachsfigurenkabinett)
- Musée Grévin – Forum des Halles
- Grande Galerie de l’Evolution

## H
- Halle Saint Pierre
- Musée Valentin Haüy
- Musée Hébert
- Musée Jean-Jacques Henner
- Musée en herbe
- Musée d’Histoire contemporaine

- Musée de l’Histoire de France
- Musée d’Histoire de la médecine
- Muséum national d’histoire naturelle
- Musée de l’holographie
- Musée de l’Homme

## I
- Institut de France
- Institut du Monde Arabe
- Hôtel national des Invalides

## J
- Musée Jacquemart-André
- Musée Jean Moulin – (SP)
- Galerie nationale du Jeu de Paume
- Musée d'Art et d'Histoire du Judaïsme (Museum für jüdische Kunst und Geschichte)

## K
- Musée départemental Albert-Kahn, Photo-Sammlungen von Albert Kahn; sie umfassen unter dem Titel Les Archives de la Planète 72.000 zwischen 1909 und 1931 zusammengetragene Autochromes, 4.000 Schwarzweißfotografien und mehrere hundert Stunden Film. Außerdem fast vier Hektar Gärten in den Stilen verschiedener Länder.
- Katakomben siehe unter Catacombes de Paris

## L
- Mémorial de la Libération / Befreiung von Paris siehe unter Mémorial du Maréchal Leclerc …
- Musée national de la Légion d'Honneur et des Ordres de Chevalerie
- Musée Lenine (Paris)
- Musée des Lettres et Manuscrits
- Musée du Louvre
- Musée du Luxembourg

## M
- Musée Maillol
- Mémorial du Maréchal Leclerc de Hauteclocque et de la Libération de Paris – (SP)
- Musée national de la Marine (Palais de Chaillot)
- Musée Marmottan-Claude Monet (Académie des Beaux-Arts)
- Musée des Matériaux du Centre de Recherche sur les Monuments Historiques
- Cabinet des Médailles de la Bibliothèque nationale de France
- Centre de la Mer et des Eaux
- Musée Adam Mickiewicz
- Musée de Minéralogie (Paris)
- Musée Galliera – vormals Musée de la Mode de la Ville de Paris
- Musée Moissan
- Musée de la Monnaie de Paris (Vgl. Monnaie de Paris – Münzprägeanstalt)
- Musée de Montmartre
- Musée du Montparnasse (Montparnasse)
- Musée des Monuments français (Cité de l’architecture et du patrimoine)
- Musée national Gustave Moreau (N; G. Moreau)
- Musée Jean Moulin siehe: Mémorial du Maréchal Leclerc … et de la Libération de Paris
- Musée national du Moyen Âge (Thermes et hôtel de Cluny)
- Cité de la musique (inkl. Musée de la musique)

## N
- Musée de Notre Dame de Paris

## O
- Musée de l’Opéra National de Paris
- Musée de l’Orangerie
- Musée de l’Ordre de la Libération (Vgl. La Libération de Paris, 1944 (19. August))
- Musée d’Orsay

## P
- Panthéon bouddhique – Hôtel Heidelbach
- Musée Pasteur (in Erinnerung an den Arzt Louis P.)
- Pavillon de l'Arsenal (SP)
- Pavillon des Arts (SP)
- Musée du Petit Palais (SP, bzw. M. des Beaux-Arts)
- Musée Edith Piaf
- Musée Picasso
- Musée Pierre Marly
- Musée des Plans et Reliefs (Musée des Plans-Reliefs, Hôtel des Invalides)
- Centre Georges-Pompidou
- Musée de la Poste
- Musée de la Poupée – Au Petit Monde Ancien
- Musée des Collections Historiques de la Préfecture de Police
- Musée de la Publicité (Paris)

## Q
- Musée du quai Branly

## R

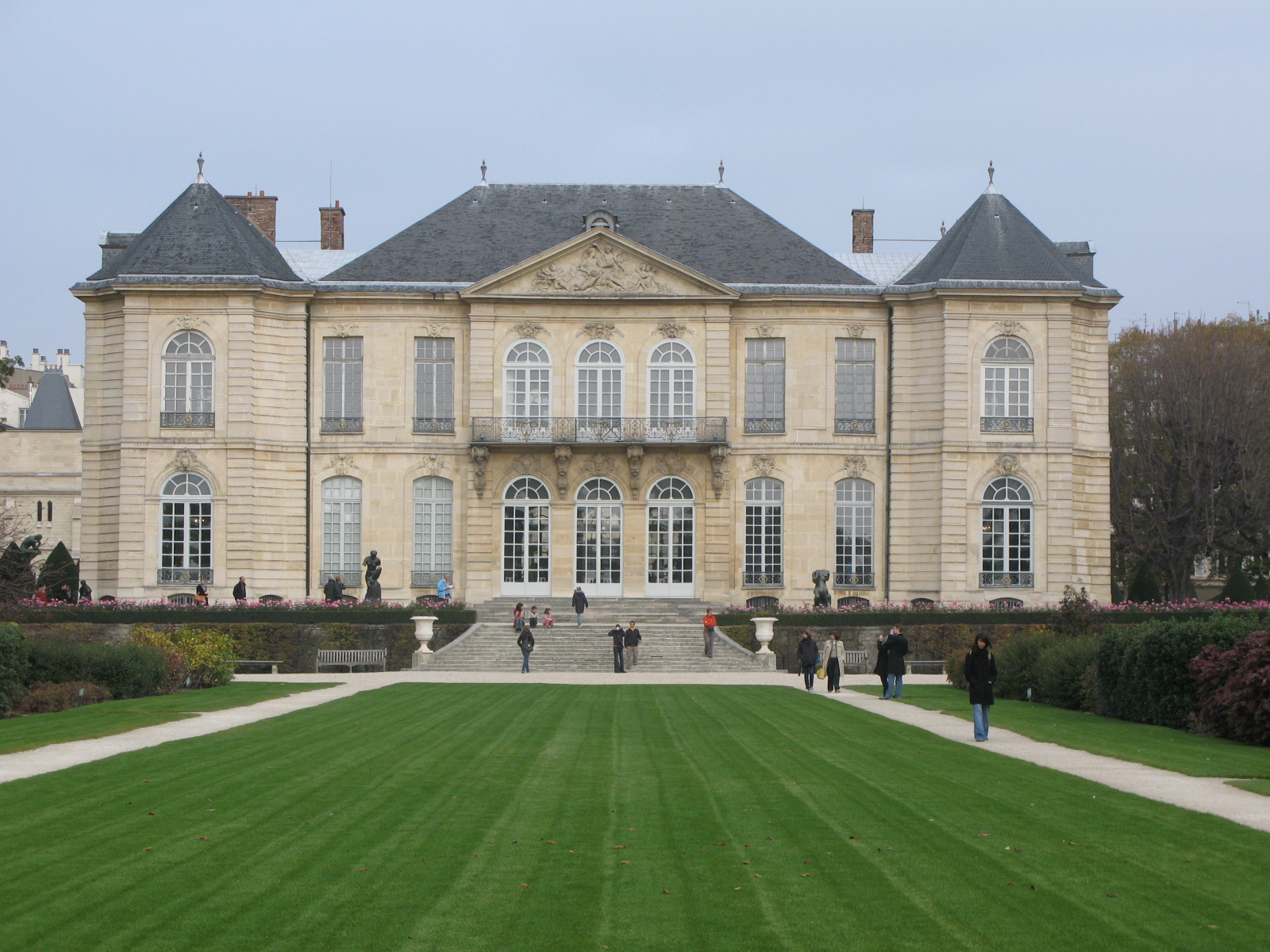
Das Musée Rodin

- Musée de Radio France
- Musée Rodin

## S
- Musée de la Sculpture en Plein Air
- Musée-Galerie de la Seita
- Musée de la Serrure
- Mémorial de la Shoah
- Musée national du Sport

## T
- Institut Tessin
- Palais de Tokyo – (SP)
- Musée National des Travaux publics

## U
- Musée de l'université de médecine (Orfila et Dupuytren)

## V
- Maison de Victor Hugo – (SP)
- Musée de la Vie Romantique – Maison Renan Scheffer – (SP)
- Musée du Vin (Paris)
- Stiftung Louis Vuitton

## Z
- Musée Zadkine – (SP)

## Besonderheiten beim Eintritt, Nachlässe
Die meisten Pariser Museen sind an den Wochenenden geöffnet, montags oder dienstags sowie an manchen Feiertagen geschlossen. Die Mehrzahl ist an einem Abend pro Woche bis in den späten Abend hinein geöffnet (oft Donnerstag). In den Museen der Stadt (Ville de Paris, SP) ist der Eintritt zu den ständigen Sammlungen an allen Tagen kostenlos. Die staatlichen Museen sind jeweils am ersten Sonntag im Monat kostenlos (N). Manche Museen bieten gratis Eintritt an anderen Wochentagen an. In allen Fällen jedoch betreffen Preisermäßigungen stets den Eintritt für die ständige Sammlung und nicht für Ausstellungen. Für Kinder, Studenten, Arbeitslose und Rentner gelten durchgehend besondere Eintrittspreise. Für Jugendliche zwischen 18 und 25 Jahren, die ihren Wohnsitz in der Europäischen Union haben, sind die ständigen Ausstellungen der staatlichen Museen kostenlos, wie überall in Frankreich.